# بابا نان داد
بابا نان داد فیلمی به کارگردانی امان منطقی و نویسندگی سهیلا نصر محصول سال ۱۳۵۱ است.

## داستان
رضا نوازندهٔ فقیری است که بچه‌ای سرراهی را به خانه می‌برد و بزرگ می‌کند…

## بازیگران
- رضا بیک ایمانوردی
- سپیده
- ساسان
- اکبر عالمی
- کمال محسنی
- میرزاده
- حسین محسنی
- حجت فتح‌الهی
- قباد سهرابی
- پولاد بهرامی
- افسون
- فریدون نریمان
- علی اکبر مهدوی فر
- جمشید مهرداد
- شیلا مهاجرانی